# Christine Lager
Karin Christine Lager, född 22 februari 1962 i Visby, är en svensk jurist och ämbetsman. Hon är justitieråd i Högsta domstolen sedan 2022.
Lager studerade juridik vid Uppsala universitet och tog juris kandidatexamen 1987. Efter studierna gjorde hon tingstjänstgöring vid Uppsala tingsrätt 1987–1990. Hon gick vidare till Svea Hovrätt där hon blev hovrättsfiskal innan hon 1991 fick anställning på advokatbyrån Vinge där blev hon advokat. 1998 fick Lager anställning i Justitiedepartementet. Hon blev utsedd till departementsråd 2001, en position som hon behöll till 2009.
Mellan 2009 och 2014 arbetade Lager som planeringsdirektör i generaldirektörens stab vid Domstolsverket. Hon var särskild utredare i Konsumenttvistutredningen 2013–2014, som bland annat hade till uppgift att föreslå lagstiftning för att implementera ett EU-direktiv kring av konsumenttvister utanför domstol.
Hon blev hovrättslagman och avdelningschef i Svea hovrätt 2014 samt chef Patent- och marknadsöverdomstolen 2016. I februari 2022 utsågs hon till justitieråd i Högsta domstolen med tillträde den 29 augusti 2022.